# David Torrence (athlétisme)
Pour les articles homonymes, voir Torrence.
David Torrence (né le 26 novembre 1985 à Okinawa au Japon et mort le 28 août 2017 à Scottsdale (Arizona)), est un athlète américain naturalisé péruvien en 2016, spécialiste du demi-fond.

## Carrière
David Torrence a grandi à Tarzana avec une mère péruvienne. Pour les États-Unis, il remporte la médaille d'argent du 5 000 m lors des Jeux panaméricains de 2015 à Toronto.
L'année suivante, il opte pour la nationalité de sa mère et concourt aux Jeux olympiques de Rio pour le Pérou où il se qualifie pour la finale du 5 000 m en battant le record national en 13 min 23 s 20 (temps supérieur à son record personnel), devenant le premier Péruvien à ce niveau. Il termine 15e de la finale.
Fervent défenseur d'un sport propre, il a contribué à une enquête de l'IAAF qui a mené à l'arrestation du sulfureux entraîneur somalien Jama Aden en 2016,.
En août 2017, David Torrence est éliminé en séries du 1 500 m des Championnats du monde de Londres.
Il détient les records du Pérou du 800 m, du 1 500 m, du mile et du 5 000 m en plein air et ceux du 1 500 m et du mile en salle. Il détient le record des États-Unis en salle du 1 000 m et fait partie du quatuor détenteur du record du monde en salle du relais 4 × 800 m.

## Décès
Le 28 août 2017, à 7 heures 30 du matin, David Torrence est retrouvé mort au fond de la piscine de sa résidence commune à Scottsdale en Arizona. Selon les premiers résultats, il ne serait pas mort à la suite d'une bagarre. L'autopsie révèle qu'il est mort par noyade accidentelle.
Sa mort crée l'émotion dans le monde du sport et l'athlète faisait l'unanimité par sa joie, son investissement.

## Palmarès
| Date                        | Compétition                   | Lieu                        | Résultat                    | Épreuve                     | Temps                       |
| Représentant les États-Unis | Représentant les États-Unis   | Représentant les États-Unis | Représentant les États-Unis | Représentant les États-Unis | Représentant les États-Unis |
| --------------------------- | ----------------------------- | --------------------------- | --------------------------- | --------------------------- | --------------------------- |
| 2004                        | Championnats du monde juniors | Grosseto                    | 8e                          | 1 500 m                     | 3 min 43 s 62               |
| 2014                        | Relais mondiaux de l'IAAF     | Nassau                      | 2e                          | 4 × 1 500 m                 | 14 min 40 s 80              |
| 2015                        | Jeux panaméricains            | Toronto                     | 2e                          | 5 000 m                     | 13 min 46 s 60              |
| Représentant le Pérou       |                               |                             |                             |                             |                             |
| 2016                        | Jeux olympiques               | Rio de Janeiro              | 15e                         | 5 000 m                     | 13 min 43 s 12              |

## Records
| Épreuve | Épreuve   | Temps          | Lieu       | Date             |
| ------- | --------- | -------------- | ---------- | ---------------- |
| 800 m   | Plein air | 1 min 45 s 14  | Monaco     | 22 juillet 2010  |
| 800 m   | En salle  | 1 min 48 s 10  | Liévin     | 8 février 2011   |
| 1 000 m | Plein air | 2 min 17 s 46  | Linz       | 20 août 2012     |
| 1 000 m | En salle  | 2 min 16 s 76  | Boston     | 2 mars 2014      |
| 1 500 m | Plein air | 3 min 33 s 23  | Rieti      | 8 septembre 2013 |
| 1 500 m | En salle  | 3 min 39 s 79  | Karlsruhe  | 4 février 2017   |
| Mile    | Plein air | 3 min 52 s 01  | Eugene     | 2 juin 2012      |
| Mile    | En salle  | 3 min 56 s 69  | Boston     | 6 février 2010   |
| 2 000 m | En salle  | 4 min 56 s 99  | New York   | 15 février 2014  |
| 3 000 m | Plein air | 7 min 40 s 78  | Zagreb     | 3 septembre 2013 |
| 3 000 m | En salle  | 7 min 53 s 67  | Boston     | 28 février 2009  |
| 2 Mile  | Plein air | 8 min 34 s 27  | Birmingham | 26 août 2012     |
| 5 000 m | Plein air | 13 min 16 s 53 | Palo Alto  | 29 avril 2012    |